# Кусак (Жамбылская область)
Куса́к (каз. Құсақ) — село в Байзакском районе Жамбылской области Казахстана, административный центр Байтерекского сельского округа. Код КАТО — 313630300.

## География
Село расположено на юго-западе Байзакского района, в 15 километрах к северу от областного центра города Тараз, в 10 километрах к западу от административного центра сельского округа — аула Базарбай и примерно в 700 метрах к северо-западу от районного центра села Сарыкемер. Ближайшая железнодорожная станция Ушбулак — расположена примерно в 8 километрах к юго-западу от села (по дороге — 13,4 км). Соседние населённые пункты: Сарыкемер в 700 метрах к востоку, Ульгули — в 3 километрах к югу. Транспортное сообщение осуществляется по просёлочным дорогам, с «выходом» на автодорогу международного значения A2 к северу. Высота центра села — 539 метров над уровнем моря.

## Современное состояние
На 2016 год в селе — 5 улиц и 3 переулка.

## Население
| Численность населения | Численность населения | Численность населения |
| 1989                  | 1999                  | 2009                  |
| --------------------- | --------------------- | --------------------- |
| 611                   | ↗1199                 | ↘682                  |

### Национальный состав
Процентное соотношение численно-преобладающих национальностей села согласно переписи 1989 года:
| Национальность | Процентное соотношение |
| -------------- | ---------------------- |
| Казахи         | 68 %                   |
| Турки          | 26 %                   |
| Другие         | 6 %                    |